# IAAF World Athletics Final 2006
IAAF World Athletics Final 2006 ägde rum på Gottlieb-Daimler-Stadion i Stuttgart i Tyskland den 9–10 september 2006 och avslutade IAAF:s friidrottsår 2006..

## Resultat

### Herrar
| Gren           | 1:a                         | Resultat   | 2:a                                      | Resultat | 3:a                                           | Resultat |
| -------------- | --------------------------- | ---------- | ---------------------------------------- | -------- | --------------------------------------------- | -------- |
| 100 m          | Asafa Powell Jamaica        | 9.89 CR    | Leonard Scott USA                        | 9.91 PB  | Tyson Gay USA                                 | 9.92     |
| 200 m          | Tyson Gay USA               | 19.68 CR   | Wallace Spearmon USA                     | 19.88 PB | Usain Bolt Jamaica                            | 20.10    |
| 400 m          | Jeremy Wariner USA          | 44.02 CR   | Gary Kikaya Kongo-Kinshasa               | 44.10 AR | LaShawn Merritt USA                           | 44.14 PB |
| 800 m          | Mbulaeni Mulaudzi Sydafrika | 1:46.99    | Bram Som Nederländerna                   | 1:47.10  | Wilfred Bungei Kenya                          | 1:47.22  |
| 1 500 m        | Alex Kipchirchir Kenya      | 3:32.76 CR | Bernard Lagat USA                        | 3:32.93  | Augustine Choge Kenya                         | 3:33.37  |
| 3 000 m        | Tariku Bekele Etiopien      | 7:38.98    | Edwin Soi Kenya                          | 7:39.25  | Isaac Kiprono Songok Kenya                    | 7:39.50  |
| 5 000 m        | Kenenisa Bekele Etiopien    | 13:48.62   | Edwin Soi Kenya                          | 13:49.45 | Abreham Cherkos Feleke Etiopien               | 13:49.66 |
| 3 000 m hinder | Paul Kipsiele Koech Kenya   | 8:01.37    | Richard Mateelong Kenya                  | 8:08.62  | Bouabdallah Tahri Frankrike                   | 8:10.86  |
| 110 m häck     | Liu Xiang Kina              | 12.93 CR   | Dayron Robles Kuba                       | 13.00 NR | Allen Johnson USA                             | 13.01 SB |
| 400 m häck     | Periklis Iakovakis Grekland | 47.92      | L.J. van Zyl Sydafrika                   | 48.08    | Bershawn Jackson USA                          | 48.24    |
| Längdhopp      | Irving Saladino Panama      | 8.41       | Mohamed Salman Al-Khuwalidi Saudiarabien | 8.34     | Louis Tsatoumas Grekland                      | 8.29     |
| Tresteg        | Yoandri Betanzos Kuba       | 17.29      | Jadel Gregório Brasilien                 | 17.12    | Walter Davis USA                              | 16.98    |
| Höjdhopp       | Linus Thörnblad Sverige     | 2.33       | Andrej Silnov Ryssland                   | 2.33     | Stefan Holm Sverige Jaroslav Rybakov Ryssland | 2.29     |
| Stavhopp       | Paul Burgess Australien     | 5.82       | Toby Stevenson USA                       | 5.82 SB  | Tim Lobinger Tyskland                         | 5.82     |
| Kulstötning    | Reese Hoffa USA             | 21.05      | Christian Cantwell USA                   | 20.94    | Rutger Smith Nederländerna                    | 20.74    |
| Diskuskastning | Virgilijus Alekna Litauen   | 68.63 CR   | Gerd Kanter Estland                      | 68.47    | Aleksander Tammert Estland                    | 64.94    |
| Spjutkastning  | Andreas Thorkildsen Norge   | 89.50      | Tero Pitkämäki Finland                   | 88.25    | Peter Esenwein Tyskland                       | 85.30 SB |
| Släggkastning  | Koji Murofushi Japan        | 81.42      | Ivan Tichon Belarus                      | 81.12 SB | Krisztián Pars Ungern                         | 80.41    |

### Damer
| Gren           | 1:a                        | Resultat   | 2:a                         | Resultat | 3:a                                 | Resultat   |
| -------------- | -------------------------- | ---------- | --------------------------- | -------- | ----------------------------------- | ---------- |
| 100 m          | Sherone Simpson Jamaica    | 10.89      | Torri Edwards USA           | 11.06 SB | Allyson Felix USA                   | 11.07      |
| 200 m          | Allyson Felix USA          | 22.11 CR   | Sanya Richards USA          | 22.17 PB | Sherone Simpson Jamaica             | 22.22      |
| 400 m          | Sanya Richards USA         | 49.25 CR   | Novlene Williams Jamaica    | 50.36    | Shericka Williams Jamaica           | 50.44      |
| 800 m          | Zulia Calatayud Kuba       | 1:59.02 CR | Janeth Jepkosgei Kenya      | 1:59.10  | Hasna Benhassi Marocko              | 1:59.44    |
| 1 500 m        | Maryam Yusuf Jamal Bahamas | 4:01.58    | Tatjana Tomasjova Ryssland  | 4:03.26  | Jelena Soboleva Ryssland            | 4:03.49    |
| 3 000 m        | Meseret Defar Etiopien     | 8:34.22 CR | Tirunesh Dibaba Etiopien    | 8:34.74  | Vivian Cheruiyot Kenya              | 8:38.86 PB |
| 5 000 m        | Tirunesh Dibaba Etiopien   | 16:04.77   | Meseret Defar Etiopien      | 16:04.78 | Isabella Ochichi Kenya              | 16:07.39   |
| 3 000 m hinder | Alesia Turava Belarus      | 9:27.08    | Jeruto Kiptum Kenya         | 9:28.60  | Salome Chepchumba Kenya             | 9:29.58    |
| 100 m häck     | Michelle Perry USA         | 12.52      | Damu Cherry USA             | 12.56    | Perdita Felicien Kanada             | 12.58 SB   |
| 400 m häck     | Lashinda Demus USA         | 53.42      | Tiffany Ross-Williams USA   | 54.22    | Tetiana Teresjtjuk-Antipova Ukraina | 54.76      |
| Längdhopp      | Tatjana Lebedeva Ryssland  | 6.92       | Bronwyn Thompson Australien | 6.77     | Rose Richmond USA                   | 6.75       |
| Tresteg        | Tatjana Lebedeva Ryssland  | 14.82      | Hrysopiyi Devetzi Grekland  | 14.67    | Yamilé Aldama Sudan                 | 14.67      |
| Höjdhopp       | Kajsa Bergqvist Sverige    | 1.98       | Tia Hellebaut Belgien       | 1.98     | Venelina Veneva Bulgarien           | 1.98       |
| Stavhopp       | Jelena Isinbajeva Ryssland | 4.75       | Monika Pyrek Polen          | 4.65     | Jennifer Stuczynski USA             | 4.60       |
| Kulstötning    | Natalia Choroneko Belarus  | 19.81      | Valerie Vili Nya Zeeland    | 19.64    | Nadzeja Ostaptjuk Belarus           | 19.50      |
| Diskuskastning | Franka Dietzsch Tyskland   | 64.73      | Nicoleta Grasu Rumänien     | 62.32    | Anna Söderberg Sverige              | 61.50      |
| Spjutkastning  | Barbora Špotáková Tjeckien | 66.21 NR   | Steffi Nerius Tyskland      | 65.06    | Christina Scherwin Danmark          | 64.83 NR   |
| Släggkastning  | Betty Heidler Tyskland     | 75.44 CR   | Kamila Skolimowska Polen    | 73.33    | Yipsi Moreno Kuba                   | 71.85      |